# Kongosolfågel
Kongosolfågel (Cinnyris congensis) är en fågel i familjen solfåglar inom ordningen tättingar.

## Utbredning och systematik
Fågeln förekommer i Demokratiska republiken Kongo och Republiken Kongo (övre Kongofloden och Ubangifloden). Den behandlas som monotypisk, det vill säga att den inte delas in i några underarter.

## Status
IUCN kategoriserar arten som livskraftig.